# Hersi Matmuja
Hersjana Matmuja, cunoscută adesea ca Hersi Matmuja sau, pur și simplu, Hersi, este o cântăreață albaneză care a devenit cunoscută după ce a câștigat cea de-a 52-a ediție a concursului albanez Festivali i Këngës. Acest concurs hotărăște și cine va reprezenta Albania la Eurovision. Matmuja va reprezenta Albania la Concursul Muzical Eurovision 2014 cu piesa „Zemërimi i një nate” (Furia unei nopți).

## Biografie

### Viață și carieră
Matmuja s-a născut pe 1 februarie în Kukës, un oraș în nordul Albaniei. La vârsta de 5 ani s-a mutat împreună cu familia în Tirana. A început să cânte la vârsta de 8 ani, participând în diverse concursuri pentru copii. La concursul Ethet e së premtes mbrëma, aceasta a fost printre cei 10 finaliști. Matmuja a participat la Festivali i Këngës în 2006 când s-a clasat pe locul 10, în 2010, când a  ocupat locul 11, în 2011 (ultimul loc), în 2012, locul 3 și în 2013 când a câștigat. În 2014 Matmuja va reprezenta Albania la Concursul Muzical Eurovision.